# Hamilton-Tempel

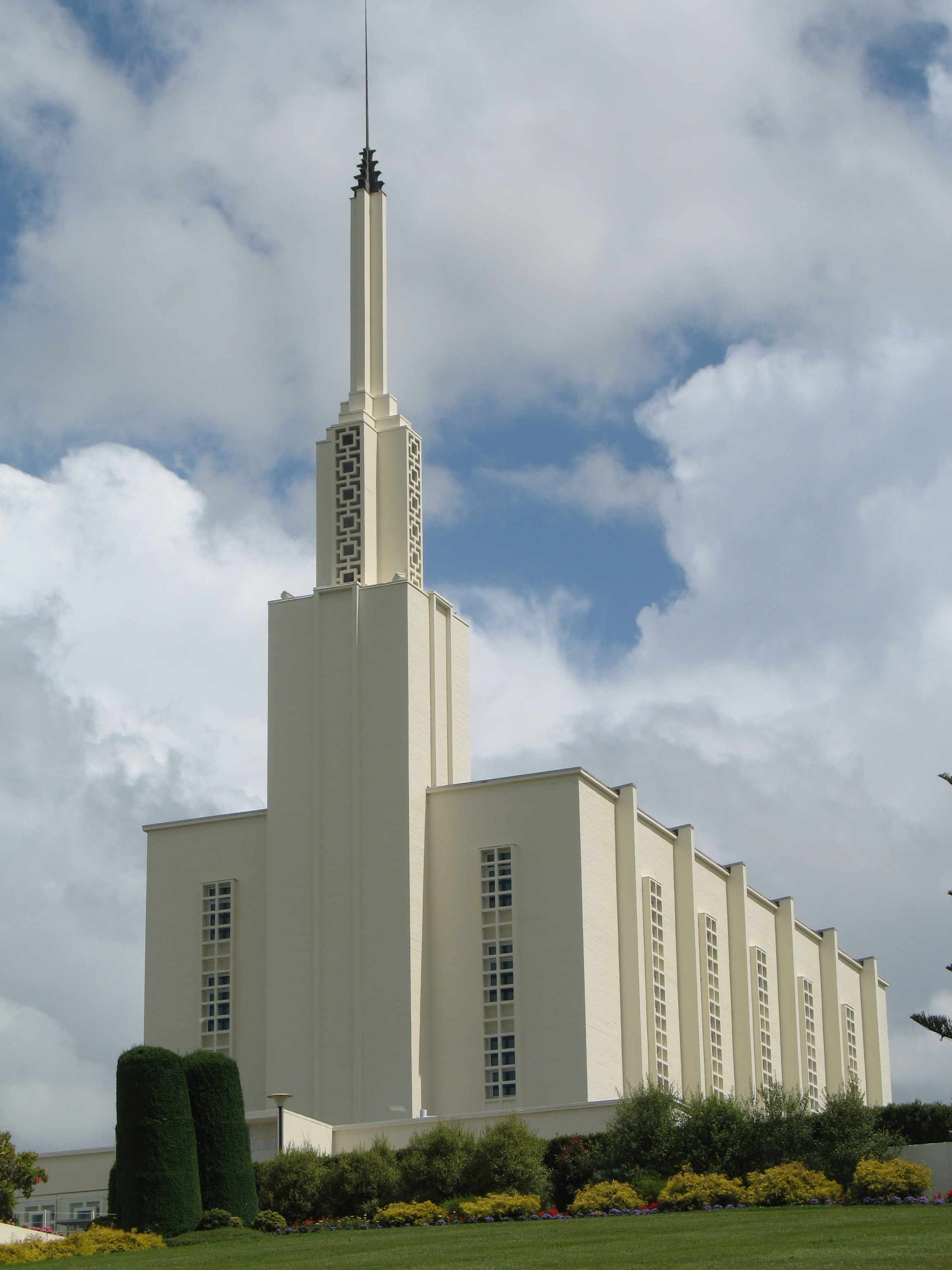
Der Hamilton-Neuseeland-Tempel

Der Hamilton-Neuseeland Tempel (ursprünglich Neuseeland-Tempel) ist der elfte Tempel der Kirche Jesu Christi der Heiligen der Letzten Tage (Mormonen). Er steht in einem Vorort knapp außerhalb von Hamilton (Neuseeland) und wurde in einem modernen Stil mit nur einem Turm gebaut, ähnlich dem Bern-Tempel. Er war der erste in der südlichen Hemisphäre und nach dem Bern-Tempel der zweite außerhalb Nordamerikas. 
Der Tempel hat 4.107 Quadratmeter Nutzfläche, einen Endowment-, drei Siegelungsräume und ein Baptisterium. Der Turm ist 48 Meter hoch und einer der wenigen, die keinen Engel Moroni tragen, wie sonst üblich bei dieser Konfession. Der Tempel wurde vollständig in freiwilliger Arbeit von mormonischen Missionaren errichtet, wobei sie von Kirchenmitgliedern aus der Region mit Geld, Verpflegung und Unterkunft unterstützt wurden. Vor der Weihung war der Tempel vom 28. März bis zum 19. April 1958 der Öffentlichkeit zugänglich und wurde in dieser Zeit von 112.500 Menschen besichtigt.

## Meilensteine
| Ankündigung:        | 17. Februar 1955                    |
| Erster Spatenstich: | 21. Dezember 1955                   |
| Weihung:            | 20. April 1958 durch David O. McKay |